# Alvesta (gemeente)
Alvesta is een Zweedse gemeente in de provincie Kronobergs län. Ze heeft een totale oppervlakte van 1073,7 km² en telde 18.865 inwoners in 2004.

## Plaatsen
| #  | Plaats                       | Inwoneraantal |
| -- | ---------------------------- | ------------- |
| 1  | Alvesta                      | 7 647         |
| 2  | Moheda                       | 1 852         |
| 3  | Vislanda                     | 1 773         |
| 4  | Grimslöv                     | 638           |
| 5  | Torpsbruk                    | 354           |
| 6  | Hjortsberga                  | 229           |
| 7  | Lönashult och del av Håldala | 169           |
| 8  | Torne                        | 131           |
| 9  | Grimslövs by                 | 105           |
| 10 | Benestad                     | 96            |
| 11 | Lidnäs                       | 93            |
| 12 | Härlöv                       | 72            |